# 金塔欧石楠
金塔欧石楠（学名：Erica pyramidalis），是南非开普敦特有及灭绝的一种植物。该物种于20世纪早期因栖息地破坏和城市蔓延而绝灭。

## 变种
- Erica pyramidalis var. vernalis  (Lodd.) Benth. [3]